# Andrew Tate
Emory Andrew Tate III, född 1 december 1986 i Washington, D.C., är en amerikansk-brittisk internetpersonlighet och före detta professionell kickboxare.  Efter sin kickboxningskarriär började Tate erbjuda betalda kurser och medlemskap via sin webbplats och blev känd efter övergång till digital marknadsföring. Tates kommentarer på sociala medier har resulterat i förbud från flera plattformar. Den 20 juni 2023 åtalades Tate för våldtäkt, människohandel och organiserad brottslighet.

## Uppväxt
Tate föddes i Washington DC men växte upp i Chicago och Goshen, Indiana. Hans afroamerikanska far Emory Tate var en internationell schackmästare. Hans mor arbetade som cateringassistent. Tate lärde sig att spela schack i femårsåldern och tävlade i en vuxenturnering som barn; hans far drog tillbaka honom så fort han förlorade partier och blev frustrerad.
Tate växte upp i England från 11-årsåldern efter föräldrarnas skilsmässa.

## Karriär

### Kickboxning
2005 började Tate träna boxning och kampsport. 2009, medan han arbetade med att sälja tv-reklam, vann han International Sport Karate Association (ISKA) Full-Kontakt Cruiservikt-mästerskap i Derby i England, och rankades som nummer ett i sin division i Europa. Även om han hade vunnit 17 av sina 19 matcher, sa han att det var hans första bälte och titel. Tate vann sin första ISKA-världstitel i en revansch mot Jean-Luc Benoit via knockout, efter att tidigare ha förlorat mot Benoit genom domslut. 2013 vann Tate sin andra ISKA-världstitel i en 12 rundsmatch som hölls i Châteaurenard, Frankrike, vilket gjorde honom till världsmästare i två olika viktdivisioner. Han har sedan dess gått i pension från kampsporten.

### Big Brotheroch onlinesatsningar
När han var gäst i den sjuttonde säsongen av Big Brother år 2016 uppmärksammades Tate för sina homofobiska och rasistiska kommentarer på Twitter. Efter att ha släppt en video där Tate verkade slå en kvinna med ett bälte, togs Tate bort från showen efter bara sex dagars deltagande. Både Tate och kvinnan sa att de var vänner och att handlingarna i videon var i samförstånd.
Tates personliga webbplats erbjuder utbildningar för att bli rik och "manlig-kvinnlig interaktion". Enligt hemsidan driver han en webbkamerastudio med flickvänner som anställda. Tate och hans bror startade webbkameraverksamheten i Rumänien och anställde 75 webbkameratjejer för att sälja snyfthistorier till desperata män, och påstår sig ha tjänat miljontals dollar på det. De erkänner att deras affärsmodell är en "total bluff".
Tate driver Hustler's University, en webbplats där medlemmar betalar en månatlig medlemsavgift för att få undervisning om ämnen som dropshipping och handel med kryptovalutor. Fram till augusti 2022 fick medlemmarna en rejäl provision för att rekrytera andra personer till webbplatsen genom ett affiliate-marknadsföringsprogram. Vissa kritiker hävdade att affiliate-marknadsföringsprogrammet effektivt fungerade som ett pyramidspel. Tate fick mycket uppmärksamhet under 2022 genom att uppmuntra medlemmar av Hustler's University att lägga upp ett stort antal videor av honom på sociala medieplattformar.

## Närvaro på sociala medier
Andrew Tate fick uppmärksamhet för sina tweets som beskrev hans syn på vad som kvalificeras som sexuella trakasserier relaterat till de sexuella övergrepp som Harvey Weinstein dömts för och för att ha twittrat att offer för sexuella övergrepp delar ansvaret för sina övergrepp. 2017 kritiserades han för att twittra att depression "inte är verkligt". Tre av Tates Twitter-konton stängdes av vid olika tidpunkter. 2021 verifierades ett konto som han skapade för att undvika sitt tidigare förbud av Twitter i strid med deras policyer. Kontot stängdes därefter av permanent och Twitter sa att verifieringen skedde av misstag.
På nätet blev Tate till en början känd bland högerextrema kretsar genom medverkan på InfoWars och bekantskaper med högerextrema personer som Paul Joseph Watson, Jack Posobiec och Mike Cernovich. Tate beskrevs av Rabbil Sikdar i The Independent som en "kultliknande figur" vars fans är "riktningslösa män" som stödjer hans antifeministiska åsikter.  The White Ribbon Campaign, en ideell organisation som arbetar mot våld mellan män och kvinnor, anser att Tates kommentar är "extremt kvinnohatande" och dess möjliga långsiktiga effekter på hans unga manliga publik som "oroande". Hope not Hate, en organisation som kämpar mot rasism och fascism, har kommenterat att Tates närvaro på sociala medier kan utgöra en "farlig avfart till extremhögern" för sin publik.  Som svar på kritik uppgav Tate att hans innehåll har "många videor som hyllar kvinnor" och huvudsakligen syftar till att lära sin publik att undvika "giftiga och lågvärdiga människor som helhet". Han uppgav vidare att han spelar en "komisk karaktär".
I augusti 2022 stängdes Tate av från Facebook och Instagram för att ha brutit mot deras policyer om hatretorik och farliga organisationer och individer. TikTok, där videor med hans namn som hashtag har visats 13 miljarder gånger, raderade ett konto som var kopplat till honom, och raderade därefter hans primära konto eftersom det bröt mot deras användarvillkor. Kort därefter stängde YouTube också av hans kanal, och Tate tog därefter bort sin kanal på Twitch. Tate svarade på förbuden och sa att även om de flesta av hans kommentarer togs ur sitt sammanhang, tar han ansvar för hur de togs emot. Även om sociala medieplattformar har citerat policyöverträdelser i strid med deras användarvillkor som skäl för Tates avstängning, har det kritiserats som censur av vissa. I november 2022, som ett resultat av att Elon Musk köpte Twitter, återöppnade Twitter Tates konto efter fem års avstängning.

## Brottmål
I en nu raderad video som lades upp på hans YouTube-kanal uppgav Tate att han bestämt sig för att flytta till Rumänien delvis för att det var mindre risk att utredas för våldtäktsanklagelser i Östeuropa. Den 11 april 2022 gjorde den rumänska polisen en razzia efter att den amerikanska ambassaden uppmärksammade dem på att en amerikansk kvinna kanske hölls fången i en fastighet som ägdes av bröderna Tate. Utredningen utvidgades senare till att omfatta anklagelser om människohandel och våldtäkt. Den 27 april meddelade rumänsk polis att ingen person hade åtalats eller gripits i fallet. I mitten av 2022 sa de rumänska myndigheterna att utredningen pågick, Tate nekar till brott.
Den 29 december 2022 greps Tate åter igen av rumänska polisen, misstänkt för människohandel. 
Den 7 januari sa en av Tates advokater att försvarsteamet fortfarande inte hade fått en kopia av bevisen som åklagaren lagt fram för domaren. Advokaten sa också att bröderna Tate inte hade fått en korrekt översättning under utfrågningen för förlängningen med 30 dagar. Han bad om möjligheten att konfrontera anklagarna i rätten och sa att några av de sex potentiella offren som identifierats av DIICOT inte hade lämnat in ett klagomål mot de misstänkta. Andrew Tate gick en kort stund till sjukhuset för en kontroll innan han återfördes till häktet. Två kvinnor som har bott med bröderna Tate har offentligt försvarat dem, och ytterligare två, som är en del av de sex påstådda offren som identifierats av DIICOT, har förnekat att de blivit utsatta.
Den 20 januari förlängde en rumänsk domstol brödernas häktning till den 27 februari; 
domarens resonemang var baserat på en önskan att skydda utredningen och undvika att bröderna Tate lämnar landet. Den 25 januari, medan han fördes för förhör vid Rumäniens enhet för organiserad brottslighet, sa Andrew att fallet mot honom var "tomt" och sa till reportrar att "de vet att vi inte har gjort något fel".